# La losa de los sueños
La losa de los sueños es una obra de teatro en dos actos y en prosa, de Jacinto Benavente, estrenada en 1911.

## Argumento
Rosina vive con su madre Doña Rosa y sus dos hermanas Leonor y Estela en la más absoluta pobreza. Sobreviven gracias a la interesada ayuda que un discreto caballero presta a Doña Rosa. Rosina es seducida por un atractivo joven de alta cuna, que la abandona tras dejarla embarazada. Ante los reproches de su madre y hermanas se decide salir a la calle en busca de trabajo, si bien es disuadida por su enamorado, Cipriano, que no puede casarse con ella, por tener que soportar sus propias cargas familiares en la figura de su madre y hermanos.

## Representaciones destacadas

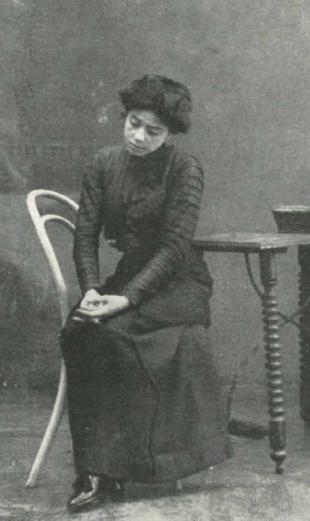
La actriz Catalina Bárcena en una imagen del estreno.

- Teatro Lara, Madrid, 9 de octubre de 1911. Estreno
  - Intérpretes: Catalina Bárcena (Rosina), Rosario Pino (Doña Rosa), Mercedes Pardo (Leonor), María F. Rósala (Estela), Leocadia Alba (Doña Antonia), Alfonso Muñoz (Cipriano), Salvador Mora (Joaquín), Francisco Palanca (Don Paco), Luis Manrique (Pepe), Alberto Romea (Félix), María Luisa Moneró (Una joven)
- Teatro Reina Victoria, Madrid, 9 de marzo de 1929.
  - Intérpretes: Josefina Díaz, Santiago Artigas.
- Teatro Español, Madrid, 8 de febrero de 1941.
  - Intérpretes: Mari Paz Molinero, Luis Peña.
- Televisión. Teatro de siempre, Televisión española, 26 de enero de 1968.
  - Dirección: Eugenio García Toledano.
  - Intérpretes: Lola Herrera, Luisa Sala, Concha Cuetos, Fernando Delgado, Estanis González.